# Nokia 2760
De Nokia 2760 is een clamshell-telefoon van het Finse telefoonmerk Nokia. Het toestel werd geïntroduceerd in 2007.
De Nokia 2760 beschikt onder andere over een tft-scherm met 65.536 kleuren. Daarnaast heeft het polyfone beltonen en beltonen van mp3-kwaliteit. Het heeft de beschikking over bluetooth en WAP. De camera heeft een VGA-resoltie van 0,3 megapixel. Het heeft ook een extern display.
De Nokia 2760 is een telefoon uit de 2-serie en is daardoor relatief simpel in het gebruik. Het toestel geldt als goedkoop instapmodel.
2010 · 2100 · 2110 · 2110i · 2112 · 2115 · 2115i · 2116i · 2118 · 2125i · 2126i · 2128i · 2160 · 2160i · 2168 · 2170 · 2180 · 2190 · 2220 · 2255 · 2270 · 2280 · 2285 · 2300 · 2310 · 2600 · 2610 · 2626 · 2630 · 2650 · 2651 · 2652 · 2760